# Hauconcourt
Hauconcourt Duits: Halkenhofen) is een gemeente in het Franse departement Moselle (regio Grand Est) en telt 538 inwoners (2004).
De gemeente was onderdeel van het kanton Maizières-lès-Metz in het arrondissement Metz-Campagne tot beide op 22 maart 2015 werden opgeheven. De gemeente werd onderdeel van het nieuwgevormde kanton Sillon mosellan in het eveneens nieuwgevormde arrondissement Metz.

## Geografie
De oppervlakte van Hauconcourt bedraagt 7,9 km², de bevolkingsdichtheid is 68,1 inwoners per km².
De onderstaande kaart toont de ligging van Hauconcourt met de belangrijkste infrastructuur en aangrenzende gemeenten.

## Demografie
Onderstaande figuur toont het verloop van het inwonertal (bron: INSEE-tellingen).